# Isola Bellingshausen
L'Isola Bellingshausen (Bellingshausen Island in Inglese) è una delle isole più meridionali facenti parte dell'arcipelago delle Isole Sandwich Australi. È situata a meno di 4 km a est dall'Isola di Cook e a poco più di 13 km dall'Isola di Thule, con le quali forma parte del gruppo insulare delle Thule Meridionali. Deve il nome al suo scopritore, l'esploratore antartico russo Fabian Gottlieb von Bellingshausen (1778–1852).
L'isola è uno stratovulcano composto da andesite basaltica il cui cratere più recente - formatosi con un'esplosione avvenuta nel periodo che va dal 1968 al 1984 - misura 152 metri di diametro e 61 metri di profondità. Il punto più alto dell'isola è Basilisk Peak, a 255 metri sopra il livello del mare. Il punto più a sud-est dell'isola è noto come Isaacson Point, mappato per la prima volta durante le spedizioni scientifiche navali denominate Discovery Investigations nel 1930 e così battezzato in onore di S.M. Isaacson, un assistente dello staff del Discovery Committee, il dipartimento britannico per le investigazioni scientifiche.